# 遂宁郡
遂宁郡，中国古代的郡。

## 東晉遂寧郡
东晋永和三年（347年）置，属益州。南朝宋泰始五年（459年）改为东遂宁郡，北周改为石山郡。

## 隋代遂寧郡
隋朝大业三年（607年）改遂州复置。治所在方义县（今四川省遂宁市）。辖境相当今四川省遂宁、蓬溪，重庆市潼南等市县地。唐朝武德元年（618年）仍为遂州。

## 唐代遂寧郡
天宝元年又改遂州为遂宁郡，下辖方义县、长江县、青石县、遂宁县、蓬溪县。经至德，乾元元年仍改遂州。
唐朝遂寧郡太守
- 鲜于令征（天宝年间）
- 杨回（天宝年间）
- 卢竦（天宝年间）